# NTT Docomo Yoyogi Building
NTT Docomo Yoyogi Building (яп. NTTドコモ代々木ビル) — хмарочос в Шібуя, Токіо, Японія. Висота будівлі становить 240 метрів, з урахуванням антени 272 метри, 30 поверхів, з котрих 27 знаходяться над землею і 3 під землею. Після встановлення годинника діаметром 15 метрів у 2002 році, будівля стала найвищою вежею у світі з годинником, випередивши Палац культури і науки, котрий знаходиться в Варшаві. Будівництво було розпочато в 1997 і завершено в 2000 році.
Будівля належить компанії NTT Docomo, проте будівля не є штаб-квартирою компанії, в ній розташовані кілька відділень та на останніх поверхах розміщено обладнання стільникового зв'язку. Сама ж штаб-квартира NTT Docomo розташована на останніх поверхах Sannō Park Tower. Будівля не має ніяких ресторанів та інших туристичних визначних пам'яток і закрита для відвідування туристами.